# Vindula alorensis
Vindula alorensis är en fjärilsart som beskrevs av Arnold Pagenstecher 1898. Vindula alorensis ingår i släktet Vindula och familjen praktfjärilar. Inga underarter finns listade i Catalogue of Life.